# Winfrenatia reticulata
Winfrenatia reticulata — вид грибів, єдиний представник роду Winfrenatia. Назва вперше опублікована 1997 року.